# Hulk: Szary
Hulk: Szary (ang. Hulk: Gray) – amerykańska sześciozeszytowa seria komiksowa autorstwa Jepha Loeba (scenariusz) i Tima Sale'a (rysunki), wydawana przez Marvel Comics od października 2003 do lutego 2004 roku. Po polsku ukazała się w wydaniu zbiorczym nakładem Mucha Comics w 2015 roku.
Hulk: Szary jest częścią komiksowej tetralogii autorstwa Loeba i Sale'a, do której należą też Spider-Man: Niebieski, Daredevil: Żółty (oba wydane po polsku) i Captain America: White (Kapitan Ameryka: Biały, niewydany po polsku).

## Fabuła
Życie Bruce'a Bannera uległo zmianie, gdy został napromieniowany w wybuchu bomby Gamma. Stał się Hulkiem, najsilniejszym na świecie stworzeniem. Mimo to wciąż kocha Betty Ross, córkę generała "Thunderbolta" Rossa, który chce Hulka zniszczyć.